# Sarah Fitz-Gerald
Pour les articles homonymes, voir Fitzgerald.
Sarah Fitz-Gerald, née le 1er décembre 1968 à Melbourne, est une joueuse australienne de squash. Elle fut l'une des plus grandes championnes de sa génération. Elle atteint le rang de n°1 mondiale en novembre 1996. Elle est intronisée en 2004 dans le Temple de la renommée du squash et en 2012 comme légende du Squash Australia Hall of Fame.

## Biographie
Sarah Fitz-Gerald est née à Melbourne, en Australie, un haut lieu du squash. Elle est la plus jeune de six enfants. Son père est directeur d'une filiale de International Harvester et sa mère Judith Tissot détient quatre titres de l'Open d'Australie de squash. Sarah commence à jouer au squash à l'âge de cinq ans seulement et à huit ans, elle remporte son premier trophée lors du tournoi du club. Rapidement, elle s'affirme comme une future très grande joueuse en devenant championne du monde junior en 1987 après une finale en 1985. Elle est élue athlète féminine junior australienne de l'année. C'est également au cours de cette année qu'elle représente l'Australie aux championnats du monde de squash par équipes de 1987, terminant finaliste battue par l'Angleterre. En 1992, elle est à nouveau sélectionnée pour représenter l'Australie aux championnats du monde de squash par équipes et cette fois, l'Australie devient championne du monde. Au cours de sa carrière, elle remporte un total de sept championnats du monde par équipes.
Elle remporte de nombreux titres au début des années 1990, mais 1996 s'avère l'année où elle s'impose. Elle bat l'Anglaise Cassie Jackman en finale du championnat du monde. Les deux années suivantes, elle s'impose face à la revenante Michelle Martin.
Elle ne connaît pas le même succès les deux années suivantes en grande partie à cause d'une opération chirurgicale du genou. En 2000, elle perd une demi-finale épique contre Carol Owens. Cependant, elle revient en 2001 pour battre la Néo-zélandaise Leilani Joyce 9-0, 9-3, 9-2.
En 2002, elle remporte son dernier championnat du monde, battant Natalie Pohrer 10-8, 9-3, 7-9, 7-9, 9-7. Elle remporte également une médaille d'or aux Jeux du Commonwealth de 2002 à Manchester, en Angleterre.
En janvier 2004, Sarah Fitz-Gerald reçoit l'Ordre d'Australie (AM) pour ses réalisations et ses services au squash féminin, ainsi que pour la promotion du sport et d'un mode de vie sain. Elle est présidente de l'Association internationale des joueuses de squash de 1991 à 2002. En 2010, elle est intronisée au Sport Australia Hall of Fame.

## Palmarès
- Championnat du monde :
  - Vainqueur : 5 titres (1996, 1997, 1998, 2001 et 2002)
  - Finaliste : 1995.
- British Open :
  - Vainqueur : 2 titres (2001, 2002)
  - Finaliste : 3 finales (1996, 1997, 1998)
- Qatar Classic :
  - Vainqueur : 2001
- US Open :
  - Finaliste : 1998
- Open de Hartford :
  - Vainqueur : 2002
- Carol Weymuller Open : 
  - Vainqueur : 2 titres (1997, 2001)
  - Finaliste : 1998
- Australian Open : 
  - Vainqueur: 3 titres (2001, 2002, 2003)
  - Finaliste : 3 finales (1995, 1996, 1998)
- Monte-Carlo Squash Classic : 
  - Vainqueur : 2 titres (1996, 1997)
- Heliopolis Open : 
  - Vainqueur : 2001
  - Finaliste : 1998
- Apawamis Open : 
  - Vainqueur : 2001
- Championnats d'Australie : 2 titres (2003,2004)
- Championnats du monde junior :
  - Vainqueur: 1987
  - Finaliste : 1985
- Championnats du monde par équipes : 
  - Vainqueur : 7 titres (1992, 1994, 1996, 1998, 2002, 2004, 2010)

## Statistiques

### Titres professionnels (60)
All Results for Sarah Fitzgerald in WISPA World's Tour tournament,
| Legend                    |
| WISPA Platinum Series (2) |
| WISPA Gold Series (9)     |
| WISPA Silver Series (14)  |
| WISPA Tour Series (35)    |

| Titres en tournois majeurs |
| World Open (5)             |
| British Open (2)           |
| Hong Kong Open (0)         |
| Qatar Classic (1)          |

| No. | Date              | Tournament                      | Opponent in Final   | Score in Final            |
| 1.  | 13 juin 1989      | Adelaide Open                   | Sharon Bradey       | score inconnu             |
| 2.  | 24 novembre 1991  | Danish Open                     | Lisa Opie           | (3–0)                     |
| 3.  | 28 juin 1992      | Japan Open                      | Lisa Opie           | (3–0)                     |
| 4.  | 26 juillet 1992   | ACT Open                        | Robyn Lambourne     | (3–0)                     |
| 5.  | 25 juillet 1993   | ACT Open                        | Carol Owens         | 15–8, 9–15, 15–13, 15–7   |
| 6.  | 10 juillet 1994   | Adelaide Open                   | Vicki Cardwell      | 15–13, 15–9, 15–8         |
| 7.  | 18 juin 1995      | South Australia Open            | Vicki Cardwell      | (3–0)                     |
| 8.  | 22 juillet 1995   | Victorian Open                  | Meeghan Bell        | (3–0)                     |
| 9.  | 22 juillet 1995   | Queensland Open                 | Liz Irving          | (3–0)                     |
| 10. | 10 septembre 1995 | JSM Supersquash                 | Michelle Martin     | 9–6, 8–10, 2–9, 9–6, 9–4  |
| 11. | 16 septembre 1995 | Jain International              | Michelle Martin     | (3–0)                     |
| 12. | 17 mars 1996      | Abshot Open                     | Suzanne Horner      | (3–0)                     |
| 13. | 28 juillet 1996   | Victorian Open                  | Carol Owens         | (3–0)                     |
| 14. | 17 août 1996      | Singapore Open                  | Michelle Martin     | forfait                   |
| 15. | 13 octobre 1996   | World Open                      | Cassie Jackman      | 9–4, 9–2, 4–9, 9–6        |
| 16. | 10 novembre 1996  | German Masters                  | Michelle Martin     | 9–6, 3–9, 9–4, 9–3        |
| 17. | 23 novembre 1996  | Monte-Carlo Squash Classic      | Cassie Jackman      | 9–4, 9–2, 4–9, 9–6        |
| 18. | 11 mai 1997       | Las Vegas Open                  | Liz Irving          | 9–3, 9–1, 9–4             |
| 19. | 17 juin 1997      | Al-Ahram International          | Michelle Martin     | 9–3, 9–3, 9–0             |
| 20. | 22 juin 1997      | Munich Open                     | Michelle Martin     | 9–7, 9–7, 9–2             |
| 21. | 17 août 1997      | World Games                     | Sabine Schoene      | 9–2, 9–6, 9–7             |
| 22. | 24 août 1997      | Singapore Open                  | Michelle Martin     | 9–1, 5–9, 9–1, 9–7        |
| 23. | 30 août 1997      | Malaysian Open                  | Michelle Martin     | 9–2, 0–9, 9–2, 8–10, 9–7  |
| 24. | 19 octobre 1997   | World Open (2)                  | Michelle Martin     | 9–5, 5–9, 6–9, 9–2, 9–3   |
| 25. | 26 octobre 1997   | Australian Open                 | Michelle Martin     | 5–9, 9–4, 9–4, 9–0        |
| 26. | 3 novembre 1997   | Carol Weymuller Open 1997       | Michelle Martin     | 9–3, 7–9, 9–0, 3–9, 10–8  |
| 27. | 17 novembre 1997  | Hartford Open                   | Cassie Jackman      | 9–4, 9–7, 9–3             |
| 28. | 29 novembre 1997  | Monte-Carlo Squash Classic 1997 | Sue Wright          | 9–1, 4–9, 9–1, 9–4        |
| 29. | 20 avril 1998     | Munich Open                     | Michelle Martin     | 9–2, 9–0, 10–8            |
| 30. | 10 mai 1998       | Las Vegas Open                  | Stephanie Brind     | 9–0, 9–3, 9–3             |
| 31. | 9 août 1998       | Victorian Open                  | Carol Owens         | (3–1)                     |
| 32. | 8 novembre 1998   | World Open (3)                  | Michelle Martin     | 10–8, 9–7, 2–9, 3–9, 10–9 |
| 33. | 16 janvier 2000   | Glidden Open                    | Suzanne Horner      | 9–1, 9–0, 9–7             |
| 34. | 23 janvier 2000   | Greenwich Open                  | Suzanne Horner      | 9–6, 9–0, 4–9, 9–7        |
| 35. | 5 février 2000    | Rosebowl Classic                | Sue Wright          | 9–3, 5–9, 9–4, 10–8       |
| 36. | 16 avril 2000     | Munich Open                     | Carol Owens         | 9–7, 9–5, 9–0             |
| 37. | 30 avril 2000     | Mexican Open                    | Rachael Grinham     | 9–7, 9–6, 9–2             |
| 38. | 24 septembre 2000 | Singapore Open                  | Claire Nitch        | 9–1, 9–1, 9–4             |
| 39. | 8 décembre 2000   | USC Classic                     | Carol Owens         | 3–9, 9–3, 9–6, 9–1        |
| 40. | 28 janvier 2001   | Greenwich Open                  | Linda Charman-Smith | 9–5, 9–2, 9–4             |
| 41. | 11 mars 2001      | Munich Open                     | Leilani Joyce       | 9–1, 9–2, 9–6             |
| 42. | 19 avril 2001     | World Grand Prix Finals         | Leilani Joyce       | 9–6, 9–5, 9–1             |
| 43. | 12 mai 2001       | San Francisco Challenge         | Cassie Campion      | 7–9, 9–4, 9–5, 9–2        |
| 44. | 20 mai 2001       | Seattle Open                    | Carol Owens         | 9–6, 9–7, 9–2             |
| 45. | 10 juin 2001      | British Open                    | Carol Owens         | 10–9, 9–0, 9–2            |
| 46. | 4 septembre 2001  | Heliopolis Open                 | Cassie Campion      | 9–3, 9–1, 9–1             |
| 47. | 8 octobre 2001    | Qatar Classic                   | Leilani Joyce       | 9–0, 9–2, 9–1             |
| 48. | 19 octobre 2001   | World Open (4)                  | Leilani Joyce       | 9–0, 9–3, 9–2             |
| 49. | 20 janvier 2002   | Hartford Open                   | Carol Owens         | 2–9, 9–4, 9–7, 9–1        |
| 50. | 1er février 2002  | Tournament of Champions         | Carol Owens         | 9–4, 9–0, 9–3             |
| 51. | 15 avril 2002     | British Open (2)                | Tania Bailey        | 9–3, 9–0, 9–0             |
| 52. | 28 avril 2002     | World Grand Prix Finals         | Carol Owens         | 6–9, 5–9, 9–5, 9–7, 9–4   |
| 53. | 12 mai 2002       | San Francisco Challenge         | Tania Bailey        | 9–1, 7–9, 9–1, 9–2        |
| 54. | 19 mai 2002       | Las Vegas Open                  | Vanessa Atkinson    | 9–4, 9–2, 9–0             |
| 55. | 26 mai 2002       | Seattle Open                    | Carol Owens         | 9–7, 9–7, 9–1             |
| 56. | 30 juin 2002      | Australian Open                 | Laura Keating       | 9–0, 9–2, 9–0             |
| 57. | 14 septembre 2002 | French Open                     | Linda Elriani       | 10–8, 5–9, 9–4, 10–8      |
| 58. | 2 novembre 2002   | World Open (5)                  | Natalie Grainger    | 10–8, 9–3, 7–9, 9–7       |
| 59. | 22 août 2004      | Victorian Open                  | Louise Crome        | 9–1, 9–4, 9–5             |
| 60. | 13 mai 2007       | Top End Open                    | Peta Hughes         | 9–1, 9–3, 9–0             |